# NEO TRA-VEL
NEO TRA-VEL (ネオトラヴェル、1983年12月8日) は、日本のエレクトロニック・ミュージック・アーティスト、作詞家、作曲家、編曲家。
音楽プロデューサーYASUHIRO MITSUIによるソロ・プロジェクトである。
| NEO TRA-VEL | NEO TRA-VEL                        |
| ----------- | ---------------------------------- |
| 出身地      | 日本 東京都                        |
| 職業        | 音楽プロデューサー                 |
| 担当楽器    | シンセサイザー                     |
| レーベル    | ミュージックアセットディレクターズ |

## 来歴
TRA-VEL名義で曲提供者として活躍していたYASUHIRO MITSUIが、自らアーティストとして活動するために立ち上げた新たなプロジェクトである。
基本的な音楽スタイルはシンセサイザーでの打ち込みを主体としたエレクトロ・ミュージックであり、
全世界で聴いてもらいやすい環境を作りたいという意向からインストゥルメンタルミュージックが多いが、楽曲によってはフィーチャリングという形で英詞でのゲストボーカルを迎え入れて発表する楽曲も存在する。
2017年3月1日にミニEP「Blue-Scape」で株式会社ミュージックアセットディレクターズよりデビュー。

## ディスコグラフィ
1. Blue-Scape(ミニEP)
2017年3月1日発売 (配信限定)
  1. Blue-Scape
  2. Ride-on
  3. Timeless Night
  4. Ring Away
  5. Euphoria
  6. Under the Raindrops
2. Fast Ride(シングル)
2018年7月25日発売 (配信限定)
1.  Fast Ride
2.  Ring Away(T-Groove Remix)
3.  Rogue Field

3.  M.O.R.E(ミニアルバム)
2018年12月7日発売 (配信限定)
1.  M.O.R.E feat. Ally
2.  Orbit 7
3.  NEON WAVE feat. YU.KI.KO
4.  Ice Stone

4.  Transition(フルアルバム)
2019年8月9日発売 (配信限定)
1.  Transition
2.  Fast Ride [Re-Edit]
3.  Epic Region
4.  M.O.R.E (feat. Ally)
5.  It takes me 2 the next
6.  Mint
7.  Marble
8.  RYDIA (feat. KENTARO)
9.  Orbit 7
10.Undermine Control
11.Fast Ride [xxor Remix]

5.  e.l (未発表楽曲。Youtubeのみ視聴可能。)

### TRA-VEL名義(楽曲提供)
1. YU.KI.KO「Will-Be」(2013年6月26日)
2. YU.KI.KO「恋模様」(2013年7月24日、アルバム「Remember U」収録)
3. YU.KI.KO「Nothing in This World」(2013年10月16日)
4. YU.KI.KO「Don't let you go」(2016年12月2日)